# Saoud ben Saqr Al Qassimi
Saoud ben Saqr Al Qassimi (en arabe سعود بن صقر القاسمي), né le 10 février 1956 à Dubaï, est l’émir actuel de Ras el Khaïmah (RAK). Il a succédé à son père, Saqr ben Mohamed Al Qassimi, le 28 octobre 2010.

## Jeunesse et éducation
Cheikh Saud est le quatrième fils de Cheikh Saqr ben Mohamed Al Qassimi, membre du Conseil suprême des Émirats arabes unis et régent de Ras el Khaïmah, décédé le 27 octobre 2010,. Cheikh Saud a fait ses études primaires et secondaires à Ras el Khaïmah et est allé en juillet 1973 étudier les sciences économiques à l' Université américaine de Beyrouth. Quand la guerre du Liban éclate à Beyrouth en 1975, il part pour l'université du Michigan où il obtient un Bachelor en sciences économiques et politiques.

## Biographie

### Ascension royale
Dès son retour à Ras Al Khaimah en 1979, Cheikh Saud est nommé Chef de la Cour du Souverain pour assister son père, Cheikh Saqr ben Mohammad dans l'administration de la principauté. Le 14 juin 2003, Cheikh Saud devint de manière inattendue Prince héritier et Vice souverain de Ras Al Khaimah quand son père dépossède de son titre et de ses pouvoirs, son demi-frère aîné Cheikh Khalid (en). Khalid était connu pour son hostilité envers l'occupation de l'Iraq menée par les États-Unis après l'invasion iraquienne du Koweït. Abu Dhabi, l'émirat principal des ÉAU, a apprové cette destitution et montré son support à Cheikh Saud en envoyant des véhicules armés à Ras el Khaïmah.
Selon une déclaration officielle de la fédération des sept membres des Émirats arabes unis, Cheikh Saud devint officiellement l'émir de Ras el Khaïmah le 27 octobre 2010. Cette nomination fait suite au décès de son père Saqr ben Mohamed Al Qassimi qui a régné pendant 62 ans sur l'émirat.

### Réalisations

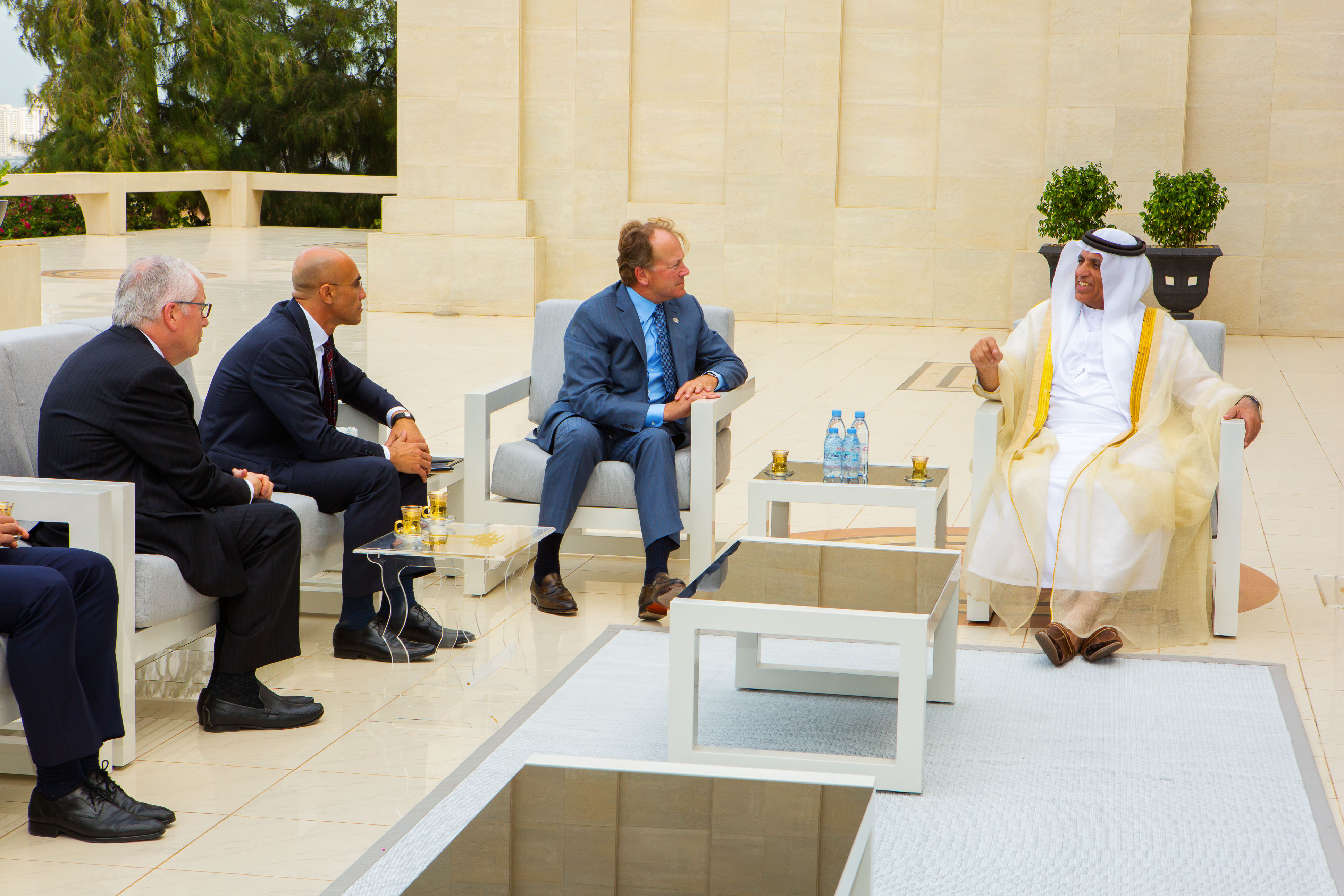
Cheikh Saud avec John Chambers (PDG de Cisco Systems)

Pendant sa carrière, Cheikh Saud a mis en place d'importantes réformes organisationnelles et économiques qui ont transformé RAK en une destination attractive pour l'investissement étranger. En conséquence, ces réformes ont valu à l'émirat la notation financière A de Standard & Poor's et Fitch Ratings en janvier 2008. En 1986, Cheikh Saud devint le président du Conseil municipal de RAK et s'impliqua dans certaines affaires,.
Tout en s'inspirant de son expérience dans le secteur privé y compris la réjuvénation de l'entreprise Gulf Pharmaceutical Industries (Julphar) et la création de RAK Ceramics, Cheikh Saud contribue de manière significative au développement et à la croissance de l'émirat. À la suite de sa nomination comme prince héritier, Cheikh Saud et le gouvernement RAK demandèrent à la Banque Mondiale de faire une étude sur les opportunités d'investissement dans l'émirat. Ensuite, Cheikh Saud formula un plan directeur complet pour son développement. En 2005, le gouvernement RAK et la Banque Mondiale organisèrent la conférence “Live and Invest in Ras Al Khaimah” pour présenter les potentialités d'investissement dans l'émirat. Les initiatives de réforme de Cheikh Saud améliorèrent le PIB par habitant de l'émirat en le faisant passer de 35000 à 52,000 AED entre les années 2001 et 2006,.

## Services publics

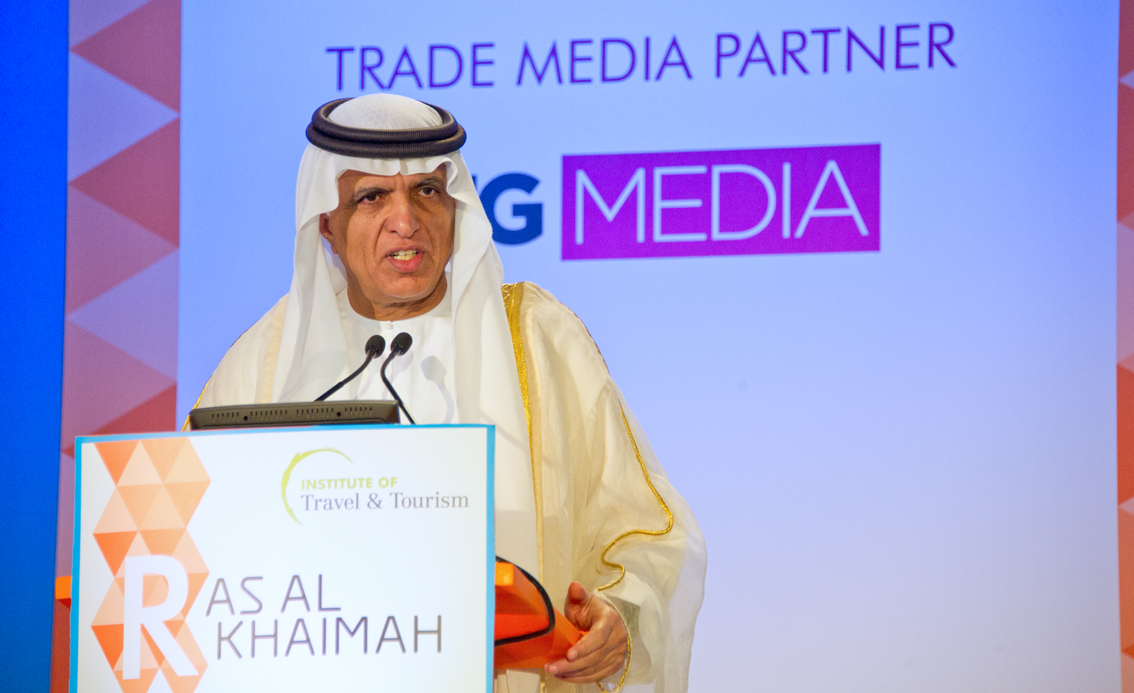
Sheikh Saud at ITT Event

En plus de la gestion du gouvernement, Cheikh Saud était impliqué dans le développement social de l'émirat avec une attention particulière pour l'amélioration de l'éducation et de la santé publique. Considérant l'éducation comme une partie importante du développement durable de RAK, il créa la “Bourse Cheikh Saqr ben Mohamed Al Qassimi” pour encourager les hommes et femmes à poursuivre de hautes études dans des universités internationales de première classe.
Ensuite, il contribua à l'établissement de l'université américaine de RAK afin de rendre accessible localement une éducation de classe mondiale. L'université de Bolton a attribué un doctorat honorifique à Cheikh Saud en reconnaissance de son rôle en faveur de l'éducation dans l'émirat et pour y avoir attiré des institutions académiques internationales.
Le Centre Ras el Khaïmah pour Matériaux Avancés (RAK – CAM) a été fondé sous le patronage de Cheikh Saud à la fin de l'année 2007. Sa mission est de servir de porte-étendard de la recherche en science des matériaux au Moyen-Orient. Son objectif est de résoudre les problèmes critiques tels que les sources d'énergie alternative, la construction, la purification de l'eau et la préservation de l'environnement.
Cheikh Saud a également contribué à la création de l'université médicale et des sciences de la santé de Ras el Khaïmah (en)(RAKMHSU) pour la formation des futures générations de médecins, infirmiers et pharmaciens de l'ÉAU. En 2017, il inaugura l'hôpital RAK (en), une coentreprise swisso- ÉAU et premier hôpital privé de l'émirat.

## Vie privée
Cheikh Saud est marié à Cheikha Hana bint Juma Al Majid et ils ont six enfants qui sont Cheikh Mohammed (prince héritier) Cheikha Amneh, Cheikh Ahmed (Président de “Al-Rams Sports et Cultural Club”), Cheikh Khalid, Cheikh Saqr (Président du conseil d'administration de “Directors of the Cultural Cooperation Club” à RAK), Cheikha Mahra. Pendant le conflit sud-yéménite, les quatre fils de Cheikh Saud ont servi dans l'armée nationale.